# 兰兴
兰兴（1990年12月10日—），四川成都人，中国男子射击运动员。

## 簡介
2004年，在金牛中学读书的兰兴被成都射击队教练刘佳鑫选中，并在成都射击运动学校集训三个月后，考核中以第一的成绩脱颖而出，最终留队。2005年他在四川省运会上获得少年组射击冠军，被四川射击队主教练严毅选中。2006年冬，兰兴进入省队。随后几年，兰兴多次夺得全国冠军。2011年慕尼黑世界杯，兰兴在男子50米步枪三姿项目资格赛上逆势而上获得金牌。获得伦敦奥运会男子50米步枪三姿项目入场资格。然后不久他左手手腕受伤，影响状态。2012年，兰兴代表中国出戰英國倫敦舉行的奥林匹克运动会射擊比賽男子50米步槍三姿賽事，打出1159環，位列第29位，未能进入决赛。回国后他改变主攻强项50米步枪卧射。2014年西班牙射击世锦赛中，兰兴和队友赵声波、刘刚联手以1870.8环的总成绩收获了男子50米步枪卧射金牌。同年仁川亚运会射击比赛上，三人再度联手，以1876.0环打破世界纪录的成绩再夺该项目金牌。